# Juegos Europeos en Pista Cubierta
Los Juegos Europeos en Pista Cubierta fueron una competición de atletismo en pista cubierta organizados entre 1966 y 1969 por la Asociación Europea de Atletismo (AEA). Fueron sustituidos en 1970 por el Campeonato Europeo de Atletismo en Pista Cubierta.

## Ediciones
| N.º | Año  | Sede                            | Estadio o pabellón             | Países | Atletas |
| --- | ---- | ------------------------------- | ------------------------------ | ------ | ------- |
| I   | 1966 | Dortmund ( Alemania Occidental) | Westfalenhalle                 | 22     | 186     |
| II  | 1967 | Praga ( Checoslovaquia)         | Sportovní hala                 | 23     | 244     |
| III | 1968 | Madrid ( España)                | Palacio de Deportes            | 20     | 205     |
| IV  | 1969 | Belgrado ( Yugoslavia)          | Sala 1 de la Feria de Belgrado | 22     | 220     |